# Kyle Dubas
Pour les articles homonymes, voir Dubas.
Kyle Dubas, né le 29 novembre 1985 à Sault-Sainte-Marie en Ontario, au Canada, est le président des opérations hockey des Penguins de Pittsburgh.

## Biographie

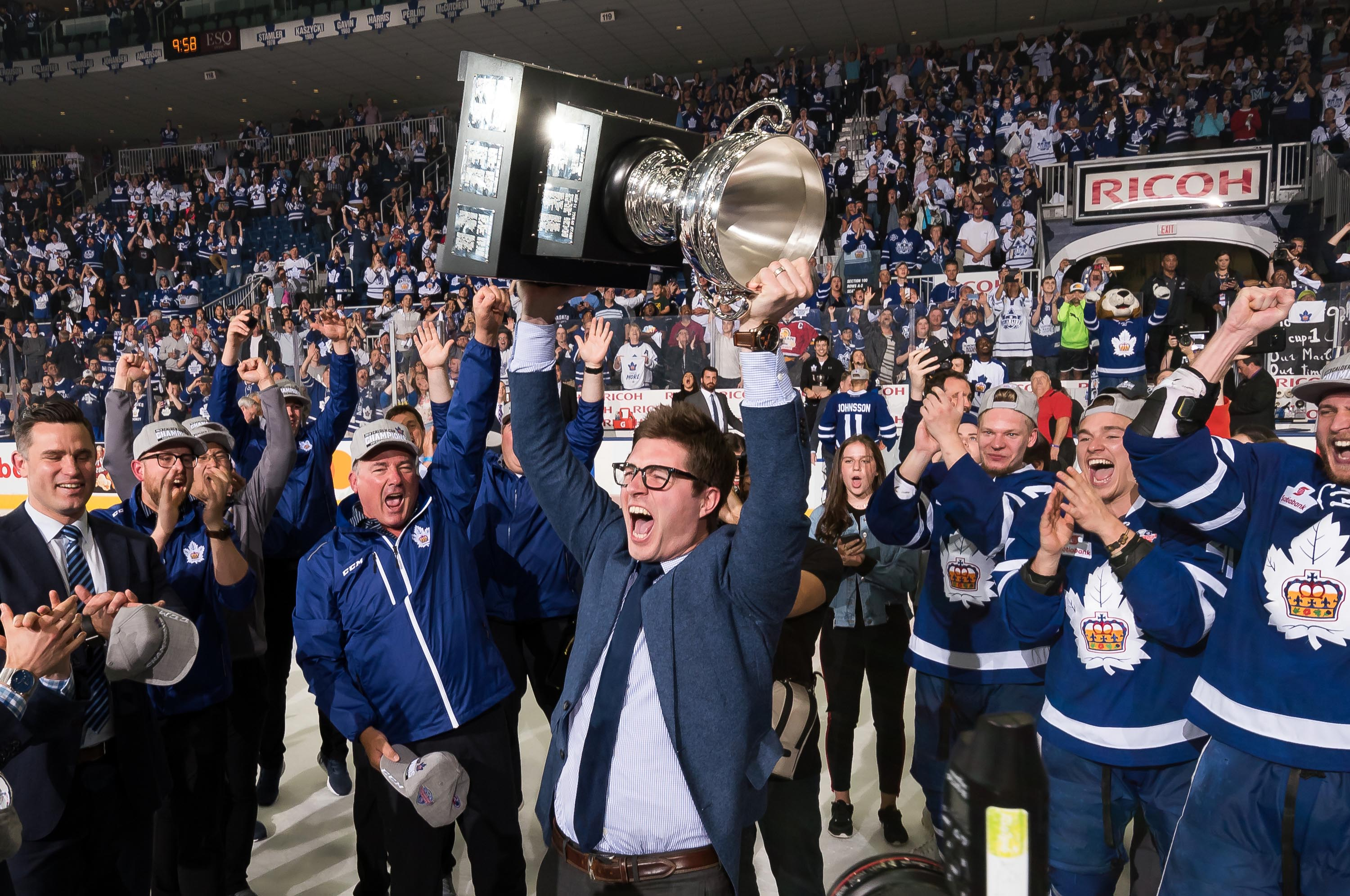
Dubas avec la Coupe Calder après la finale 2018.

Kyle Dubas est né et a grandi à Sault-Sainte-Marie, en Ontario,. Dès sa jeunesse il évolue dans l'univers du hockey, son grand-père Walter Dubas ayant entrainé les Greyhounds de Sault-Sainte-Marie de 1960 à 1967 puis son père ayant été interne pour les Greyhounds. Assez naturellement, alors que Dubas se forme auprès de l'université de Brock en Management du sport, il occupe un poste de recruteur pour les Greyhounds qui joue alors dans la Ligue de Hockey de l'Ontario.
À tout juste 25 ans, Dubas est engagé comme directeur général des Greyhounds de Sault-Sainte-Marie, où il réalise une transaction très médiatisée, échangeant deux joueurs et sept choix de repêchages au Spitfires de Windsor pour acquérir le prospect de LNH Jack Campbell. Il place également Sheldon Keefe au poste d'entraîneur chef. En deux ans, les Greyhounds arrivent à se placer au sommet de la Ligue, réalisant la meilleure saison de leur histoire.
Le 22 juillet 2014, Dubas est embauché en tant que directeur général assistant pour les Maple Leafs de Toronto  par Brendan Shanahan, pour remplacer Claude Loiselle. Il a alors 28 ans et s'est spécialisé dans une approche analytique des statistiques pour manager les performances de l'équipe, approche considérée comme plus moderne et progressiste et déjà développée pour le basketball ou le baseball.
Son poste au sein de Toronto inclut le management du département de développement des joueurs, le système de recrutement et la gestion des prospects, notamment en assurant le poste de directeur général du club-école des Marlies de Toronto. Il y embauche à nouveau Sheldon Keefe, après leur coopération fructueuse au sein des Greyhounds.
En avril 2015, après le renvoi du directeur général Dave Nonis par le management des Maple Leafs, Kyle Dubas assure le poste par intérim avec Mark Hunter,,. Lorsque Lou Lamoriello est engagé en juillet 2015, Mark Hunter et Kyle Dubas reprennent leurs postes de directeur général associé.
Le 11 mai 2018, à la suite du retrait de Lou Lamoriello à 75 ans, Kyle Dubas est nommé Directeur général des Maple Leafs à tout juste 32 ans. Avant de prendre son poste, il remporte la coupe Calder 2018 avec les Marlies,.
Le 1er juin 2023, laissé libre par les Maple Leafs, il est engagé comme président des opérations hockey par les Penguins de Pittsburgh.